# Jaume Rebassa Garcies
Jaume Rebassa Garcies (Palma, 1890- Camp de concentració de Mittelbau-Dora, Alemanya, 1943). Sindicalista i polític.
Des de 1907 va treballar de sabater a Mèxic, Marsella i Barcelona. Va esser secretari de la societat de sabaters La Igualdad (1918-19) i de la Federació de Societats Obreres de la Casa del Poble (1921). Des de 1925, fou membre del comitè executiu de la Unió General de Treballadors de les Balears, de la qual fou secretari general (1926). Militant destacat del Partit Socialista Obrer Espanyol -PSOE- l'abril de 1931 feu part de la comissió gestora de l'Ajuntament de Palma, constituïda després de la proclamació de la Segona República. També va esser cap de la Guàrdia Urbana de Palma. Fou director (1936) del setmanari El Obrero Balear i del diari Antorxa. Durant la Guerra Civil, s'amagà. Després d'haver estat amagat durant tres anys, el 10 d'agost de 1939, ja acabada la guerra, fugí amb altres vuit militants socialistes en direcció a Algèria, però l'embarcació es va avariar i foren recollits per un vaixell italià que els dugué fins Civitavecchia, on foren empresonats. Joan Mates Sales al seu llibre "Mi Odissea, 1936-1943" va descriure l'aventura dels fugitius. Primer varen ser internats a la presó romana de Regina Coeli. Després foren traslladats a l'illa de Ventotene i acabaren al camp de concentració de Renicci el 1943. Mentre alguns del grup de mallorquins, quatre, aconseguiren fugir de Renicci en el moment de l'arribada de les forces aliades aprofitat un moment de desconcert, Rebassa no va tenir tanta sort. Va ser conduït a Alemanya a un dels camps exteriors de Buchenwald, a Mittelbau-Dora, prop de Nordhausen, on els presoners eren obligats a fer durs treballs en la construcció d'uns túnels. Allà va morir Jaume Rebassa, el 24 de desembre de 1943, El seu nom figura en el memorial de Flossembürg.